# The mystery of Dante
The Mystery of Dante es una película Italiana de 2014 de temática esotérica y filosófica escrita y dirigida por Louis Nero y protagonizada por F. Murray Abraham, Taylor Hackford y Franco Zeffirelli. Está ambientada en Turín en 2014.

## Sinopsis
La película investiga la vida y la filosofía de Dante Alighieri a través de una serie de entrevistas con intelectuales, artistas, Francmasoneria s de los hombres de fe que guían al espectador en el descubrimiento de un lado poco conocido del hombre considerado el Padre de la lengua italiana. Esto incluye el análisis de los puntos cardinales de la La Divina Comedia y las referencias a la tradición occidental de la iniciación, logias secretas, la pertenencia o no, que acompañan al espectador en un enfoque diferente para el estudio de Dante Alighieri. Primeros diez minutos de la película se presentan en un formato found footage, antes seguing en una serie de entrevistas intercaladas con animaciones ocasionales.

## Reparto completo
- F. Murray Abraham as Dante Alter Ego
- Taylor Hackford
- Franco Zeffirelli
- Christopher Vogler
- Valerio Manfredi
- Roberto Giacobbo
- Riccardo Di Segni
- Massimo Introvigne
- Giancarlo Guerreri
- Marcello Vicchio
- Aurora Distefano
- Silvano Agosti
- Diana Dell'Erba
- Mamadou Dioumé
- Gabriele La Porta
- Abd al Wahid Pallavicini
- S.E. Agostino Marchetto

## Banda sonora
La partitura de la película está compuesta por Steven Mercurio y Ryland Angel. 